# Військове видавництво Міністерства оборони Російської Федерації
Військове видавництво Міністерства оборони Російської Федерації (рос. Военное издательство Министерства обороны Российской Федерации) — профільне видавництво Російської Федерації.

## Назви
Протягом існування мало різні назви, як-от:
- «Військове видавництво Міністерства оборони СРСР» (рос. Воениздат, Военное издательство Минобороны СССР);
- «Ордена Трудового Червоного Прапора Військове видавництво Міністерства оборони СРСР»;

та скорочені:
- рос. «Воениздат», Госвоениздат
- рос. «ВИ»
- рос. «ВОЕНГИЗ»

## Призначення
Видавництво випускає службову (відкриту і закриту) літературу для потреб Міноборони Росії, замовну, друковану продукцію для інших центральних органів виконавчої влади, громадських організацій та приватних осіб, а також власні книги й плакати.
Також видає художню та історичну літературу, словники і довідники.

## Історія
25 жовтня 1919 року наказом Реввійськради Республіки в складі Політичного управління (ПУР) Реввійськради в Москві був заснований Літературно-видавничий відділ під назвою «Літіздат ПУР», від якого починається історія цього Військового видавництва.
Від 1924 року — «Державне військове видавництво» (рос. ВОЕНГИЗ), поштову адресу: рос. г. Москва, Орликов переулок‚ дом № 3. Входить в рос. ОГИЗ (Об'єднання державних книжно-журнальних видавництв при Народному комісаріаті просвіти РРФСР).
У 1936—1946 роках — «Військове видавництво Наркомату оборони СРСР».
Указом Президії Верховної Ради СРСР від 22 лютого 1968 р., за плідну роботу у виданні до військової, політичної та художньої літератури в СРСР та в зв'язку з 50-річчям Радянської Армії й Військово-Морського Флоту ЗС СРСР Військове видавництво було нагороджено орденом Трудового Червоного Прапора.
У системі Держкомвидаву СРСР у 1980-х рр. це видавництво входило в головну редакцію суспільно-політичної літератури. Адреса видавництва на 1987 рік: 103160, Москва, вулиця Зорге, 1. У 1979—1990 рр. показники видавничої діяльності цього видавництва були наступні:
|                                             | 1979     | 1980     | 1981     | 1985     | 1987     | 1988    | 1989     | 1990     |
| ------------------------------------------- | -------- | -------- | -------- | -------- | -------- | ------- | -------- | -------- |
| Кількість книг і брошур, друкованих одиниць | 1267     | 1208     | 1326     | 1456     | 1354     | 1261    | 1105     | 957      |
| Тираж, млн екз.                             | 23,5373  | 24,5394  | 27,2985  | 24,6353  | 25,7749  | 23,9645 | 20,956   | 16,6411  |
| Друкованих аркушів-відбитків, млн           | 325,3176 | 332,4842 | 301,5851 | 319,8733 | 299,7335 | 313,237 | 286,4784 | 243,7579 |

Від 1992 р. це видавництво — «Федеральне державне унітарне підприємство (ФДУП)», що є юридичною особою за законодавством Російської Федерації.
У 2008 р. цим видавництвом створений сайт www.voenizdat.org, де в реальному часі можна було отримати необхідну інформацію про його історію, можливості та продукцію.
У 2009 р. це ФДУП «Військове видавництво Міністерства оборони Російської Федерації» перетворено на ВАТ «Військове видавництво» з включенням до складу акціонерного товариства (медіахолдингу) «Красная Звезда».

## Видання

### Поодинокі
- (рос.)Д. Б. Мекензи, Горная война: обучение на ящике с песком / Д. Б. Мекензи ; пер. с англ. Н. С. Романовского. — М.: Воениздат, 1941. — 76, [2] с. : ил.
- (рос.)«Через Карпаты». А. А. Гречко, 1972 год.
- (рос.)«История Второй мировой войны 1939—1945» в 12 томах (1973—1982 гг.). Главный редактор А. А. Гречко.
- (рос.)серия «Библиотека офицера»
- (рос.)серия «Редкая книга»
- (рос.)серия «Полки Русской армии»
- (рос.)«Словарь оперативно-тактических терминов»
- (рос.)«Экологическая безопасность в Вооруженных Силах Российской Федерации: Понятийно-терминологический словарь»
- (рос.)«Словарь войск связи»
- (рос.)«Справочник офицера Вооруженных Сил Российской Федерации»

### Серійні
- Сокол (рос.)
- Библиотека юношества (рос.)
- Военные приключения (рос.)
- Мировой военный роман (рос.)
- Редкая книга (рос.)
- Библиотека офицера (рос.)